# Val Pellice
La Val Pellice è una valle alpina della Città Metropolitana di Torino, posta a sud della Val Chisone e a nord della Valle Po: ad ovest vi è il confine con la Regione PACA (Francia) e ad est si stende la pianura padana. Prende il nome dal Pellice, torrente che la bagna. Anticamente veniva chiamata Valle di Luserna. Dal 1º gennaio 2016, i comuni della valle, congiuntamente con alcuni comuni del pedemontano pinerolese, hanno costituito un'unione di comuni denominata Unione Montana del Pinerolese.

## Geografia

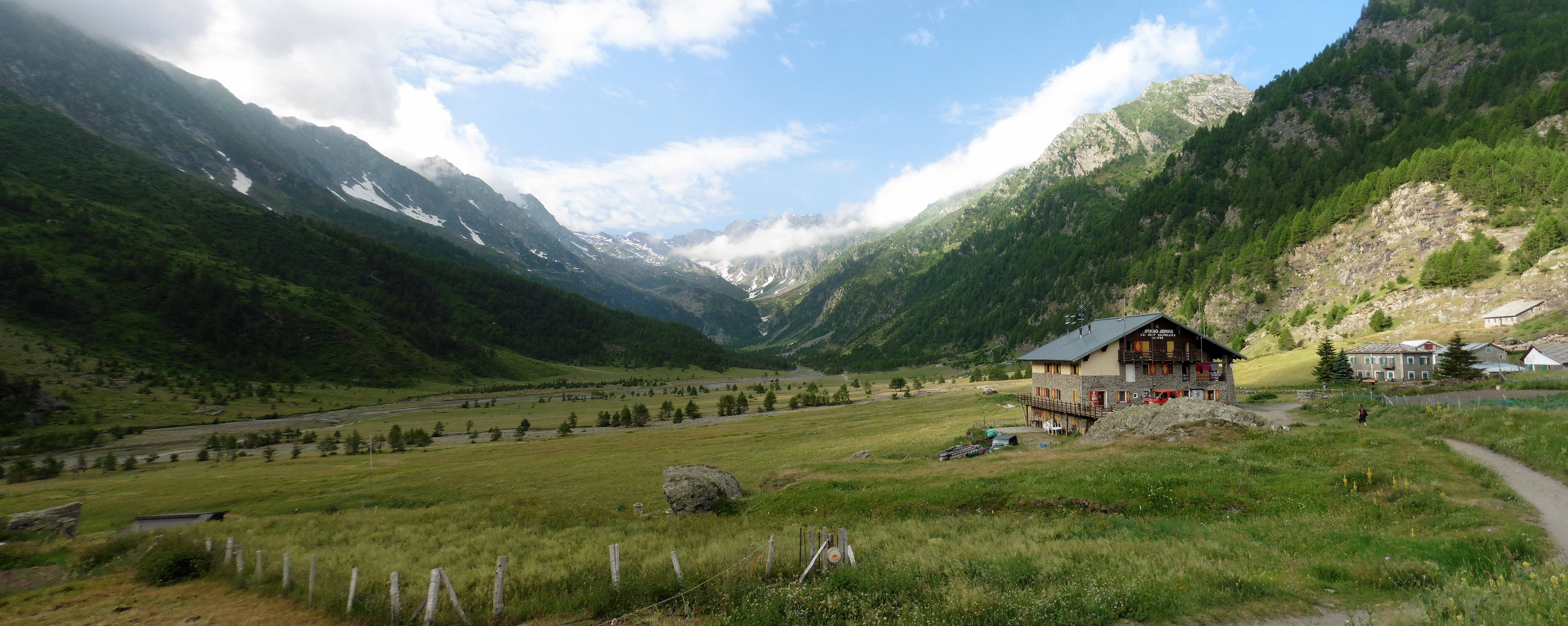
Val Pellice superiore con la "Conca del Pra" e il Rifugio Willy Jervis visto da nord

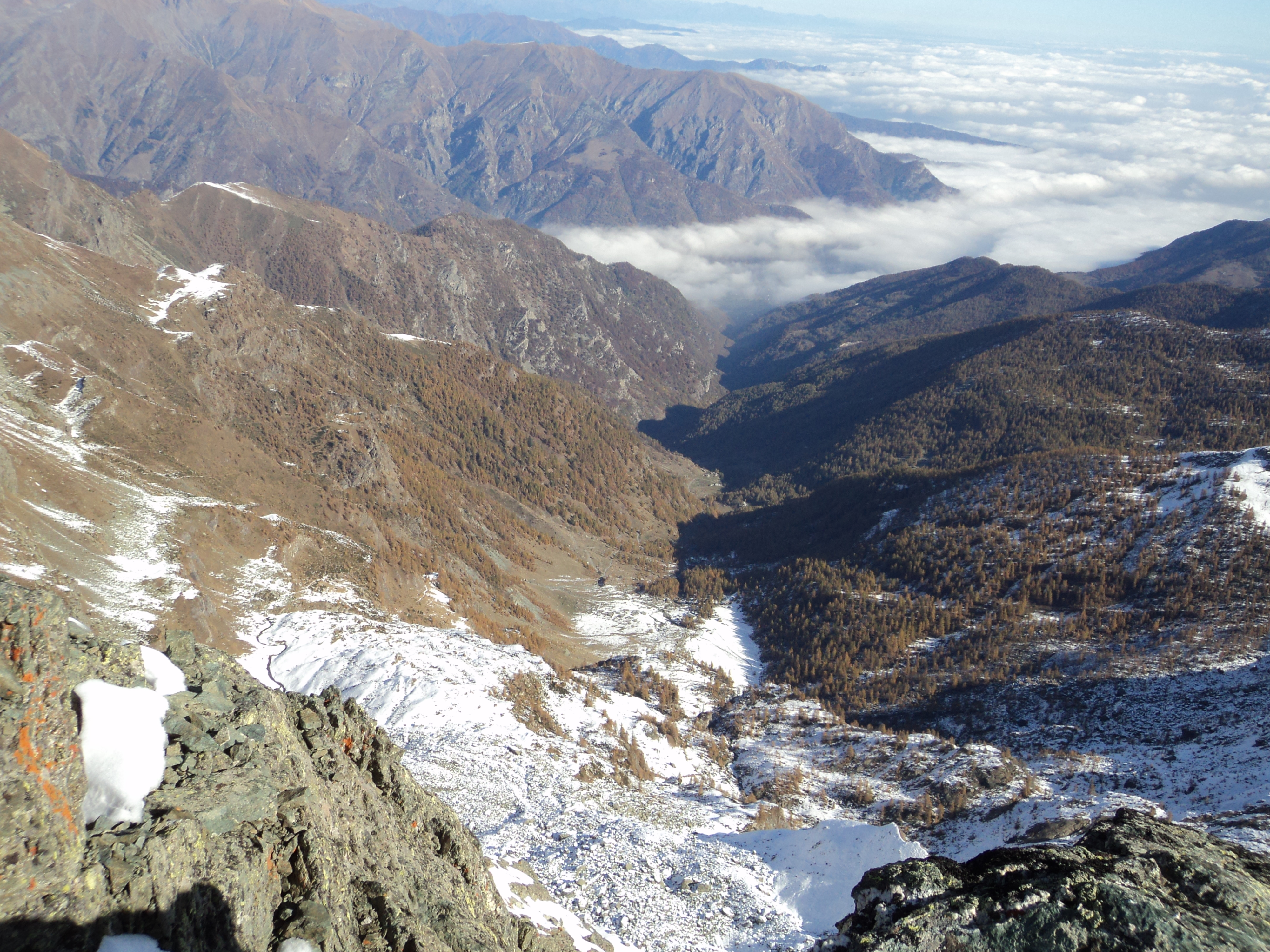
La Comba dei Carboneri e la val Pellice visti dalla vetta del monte Manzol.

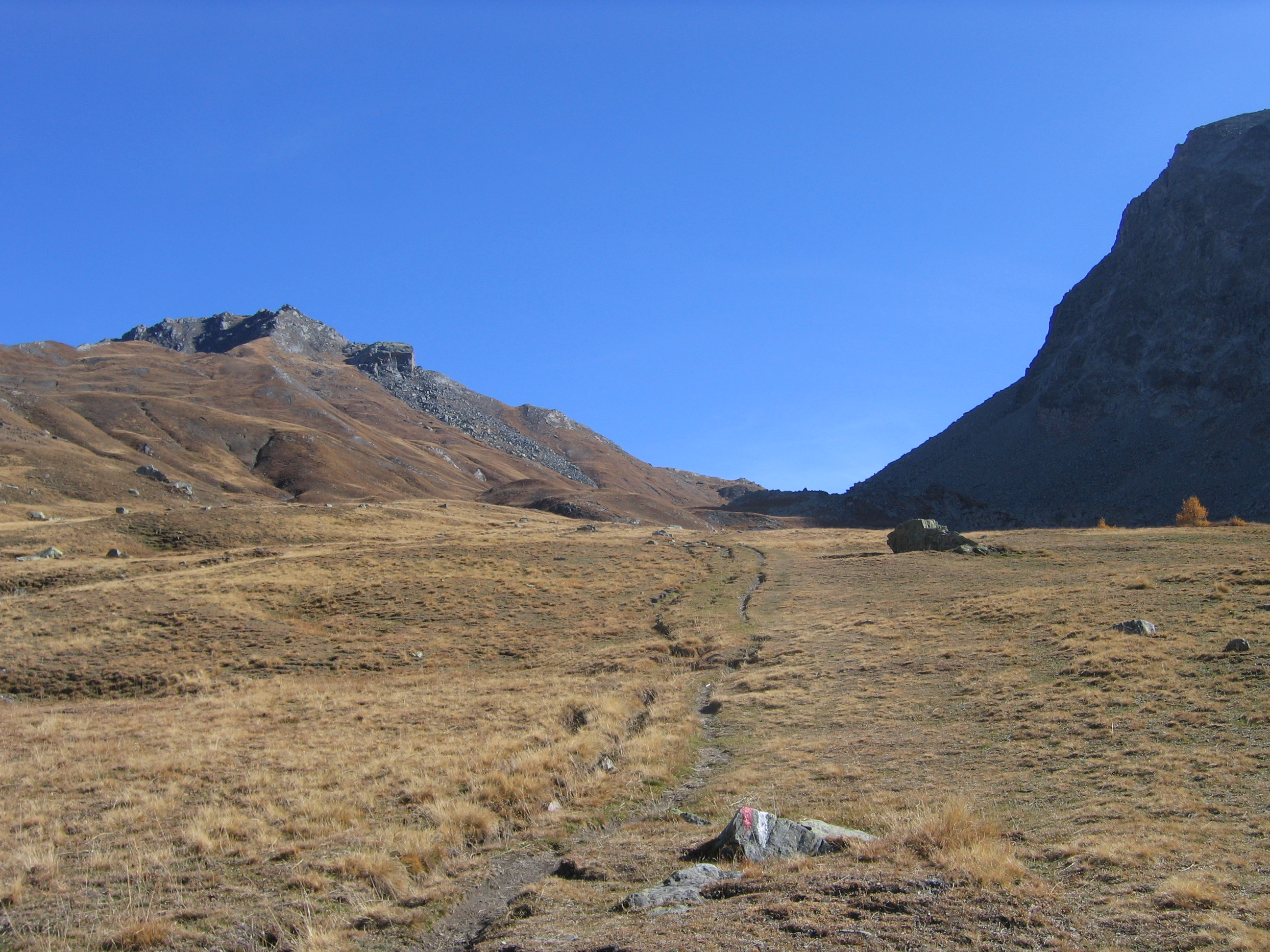
Colle dell'Urina

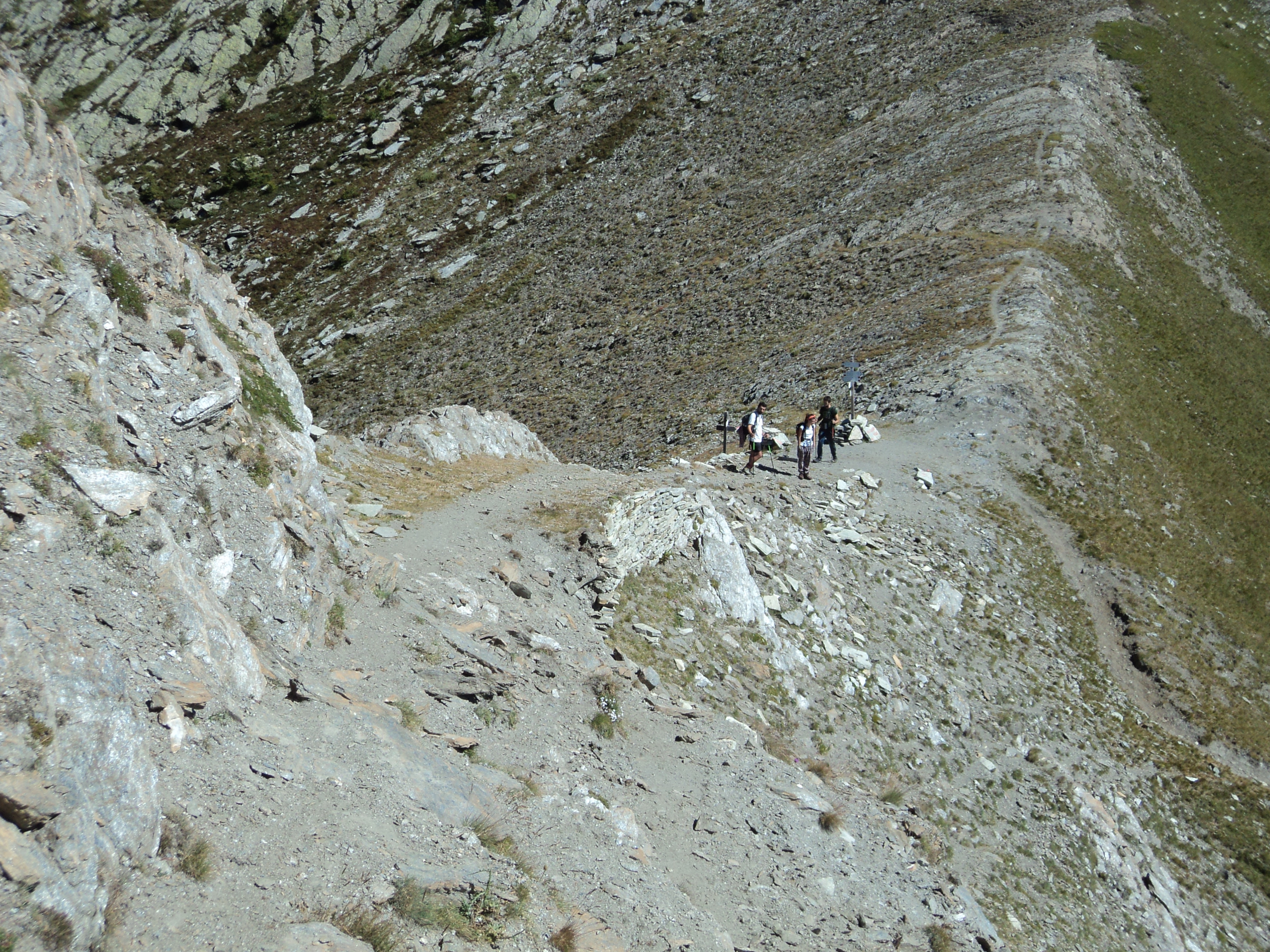
Colle Giulian

La Val Pellice è la più meridionale delle valli della Città Metropolitana di Torino, si trova all'interno del territorio delle Alpi Cozie settentrionali, e converge verso il massiccio del Monviso. È bagnata dal torrente Pellice. (Dal quale prende il nome anche una città di questa valle: Torre Pellice)
Il territorio della Val Pellice presenta una superficie di circa 30.000 ettari. Ha una parte pianeggiante di fondo valle, dove si trovano i comuni di Bibiana e Bricherasio. La valle non ha comunicazioni stradali con la vicina Francia; il colle della Croce è il valico alpino più accessibile.

### Monti
Le montagne che interessano la valle appartengono alle Alpi Cozie. Più in particolare quelle che si trovano a nord del Colle della Croce sono parte delle Alpi del Monginevro mentre quelle a sud sono parte delle Alpi del Monviso.
I monti principali che contornano la valle sono:
- Monte Granero - 3.170 m
- Monte Meidassa - 3.105 m
- Bric Bucie - 2.998 m
- Monte Manzol - 2.933 m
- Monte Palavas - 2.929 m
- Punta Cornour - 2.868 m
- Punta Cialancia - 2.855 m
- Punta Agugliassa - 2.791 m
- Monte Friolànd - 2.738 m
- Punta Chiarlea - 2.590 m
- Monte Giulian - 2.547 m
- Punta Lausarot - 2.481 m
- Grand Truc - 2.366 m
- Punta Vergia - 2.327 m
- Monte Vandalino - 2.121 m

### Valli laterali
- Vallone di Rorà
- Val d'Angrogna
- Comba dei Carboneri
- Val Luserna
- Vallone degli Invincibili

### Valichi

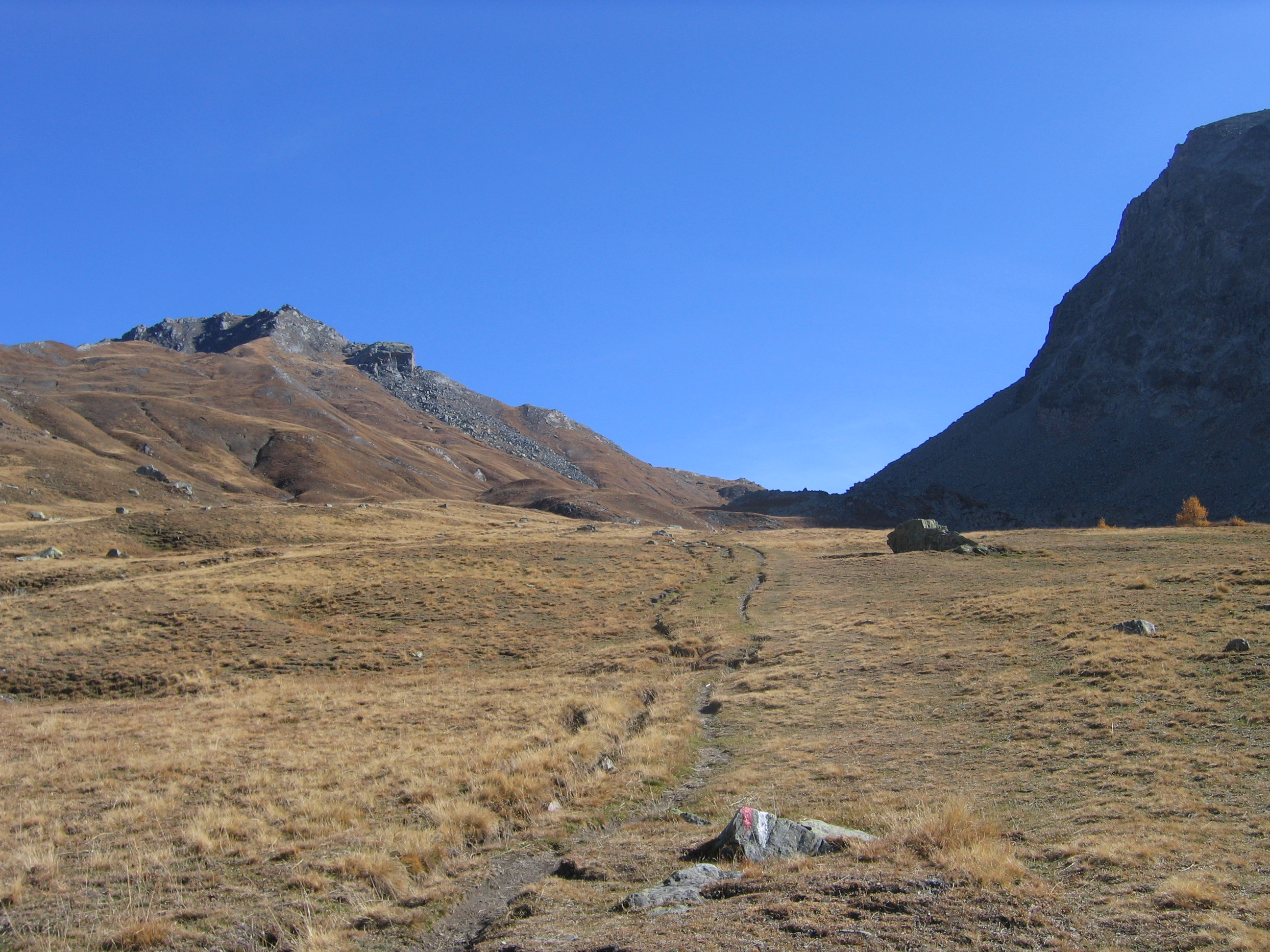
Colle dell'Urina

I principali valichi della valle sono:
- Colle della Croce - 2.298 m - verso il Queyras
- Colle Giulian - 2.451 m - verso la valle Germanasca
- Colle dell'Urina - 2.529 m - verso il Queyras
- Colle della Gianna - 2.531 m - verso la valle Po
- Colle Seilliere - 2.851 m - verso il Queyras
- Col Dar Moine - 2.692 m - verso la valle Po
- Colle della Vaccera - 1.461 m - verso la val Chisone

## Geografia antropica
Lo sviluppo si è incentrato, dal punto di vista urbanistico, sull'asse principale di valle.
Salendo lungo la valle si incontrano gli abitati di: Bricherasio, Luserna San Giovanni, Torre Pellice, Villar Pellice e Bobbio Pellice. Altri centri abitati si trovano in alcune delle valli laterali: Lusernetta e Rorà, ed Angrogna e Pra del Torno nella valle Angrogna.
Il capoluogo amministrativo della valle è Torre Pellice, che è anche sede della Comunità Montana Val Pellice. I residenti della valle sono 18202.

## Storia
Si hanno indicazioni di insediamenti umani nella valle fin dal Neolitico. Incisioni rupestri sono state ritrovate in diversi luoghi della valle. Al tempo dei Romani la valle è sotto l'influenza del re Cozio.
In tempi più recenti la sua storia è stata caratterizzata dall'insediamento del movimento valdese. Oggi la valle è una delle tre cosiddette Valli Valdesi dove agirono elementi della Resistenza italiana con Alcide Arnoulet.

## Sport

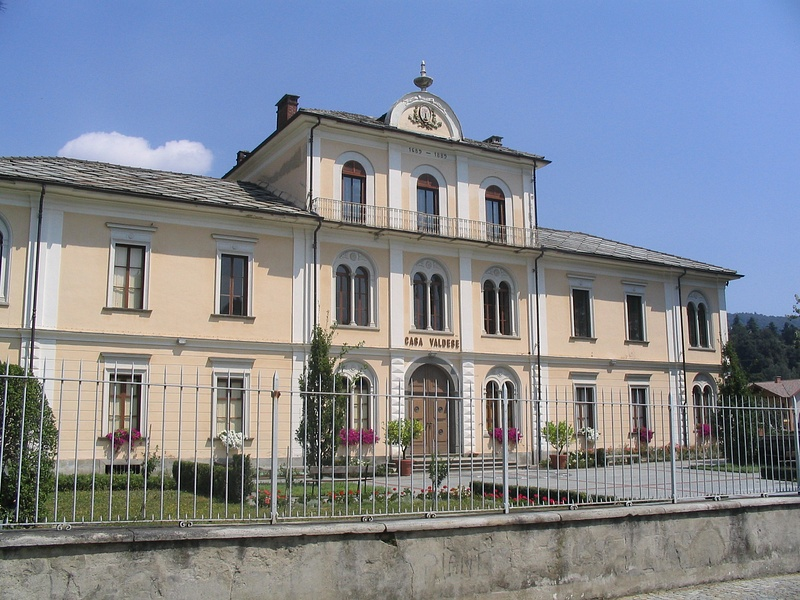
Torre Pellice

Lo sport più praticato in valle è il calcio: attualmente sono presenti in Valle quattro squadre, l'USD Luserna Calcio 1910 (1ª Categoria), l'USD Academy Luserna Calcio (3ª Categoria), FCD Torre Pellice (3ª Categoria) ed il Bricherasio-Bibiana (1ª Categoria). L'impianto principale è quello presente sul comune di Luserna San Giovanni, dove nel complesso sportivo trovano posto campi da calcio, campi da tennis, una piscina coperta e piste di atletica. 
Grande importanza hanno anche gli sport invernali, in particolare l'hockey su ghiaccio ed il pattinaggio, praticati presso i due palazzetti del ghiaccio di Torre Pellice: lo storico impianto "Filatoio" (parzialmente distrutto nell'alluvione del 2000) ed il nuovo palazzetto "Olimpico - Cotta Morandini", in cui gioca l'HC Bulldogs. Presso quest'ultimo impianto si sono svolti le sedute di allenamento durante i Giochi olimpici invernali di Torino 2006 e le gare di hockey delle Universiadi di Torino 2007.

## Turismo

### Rifugi alpini

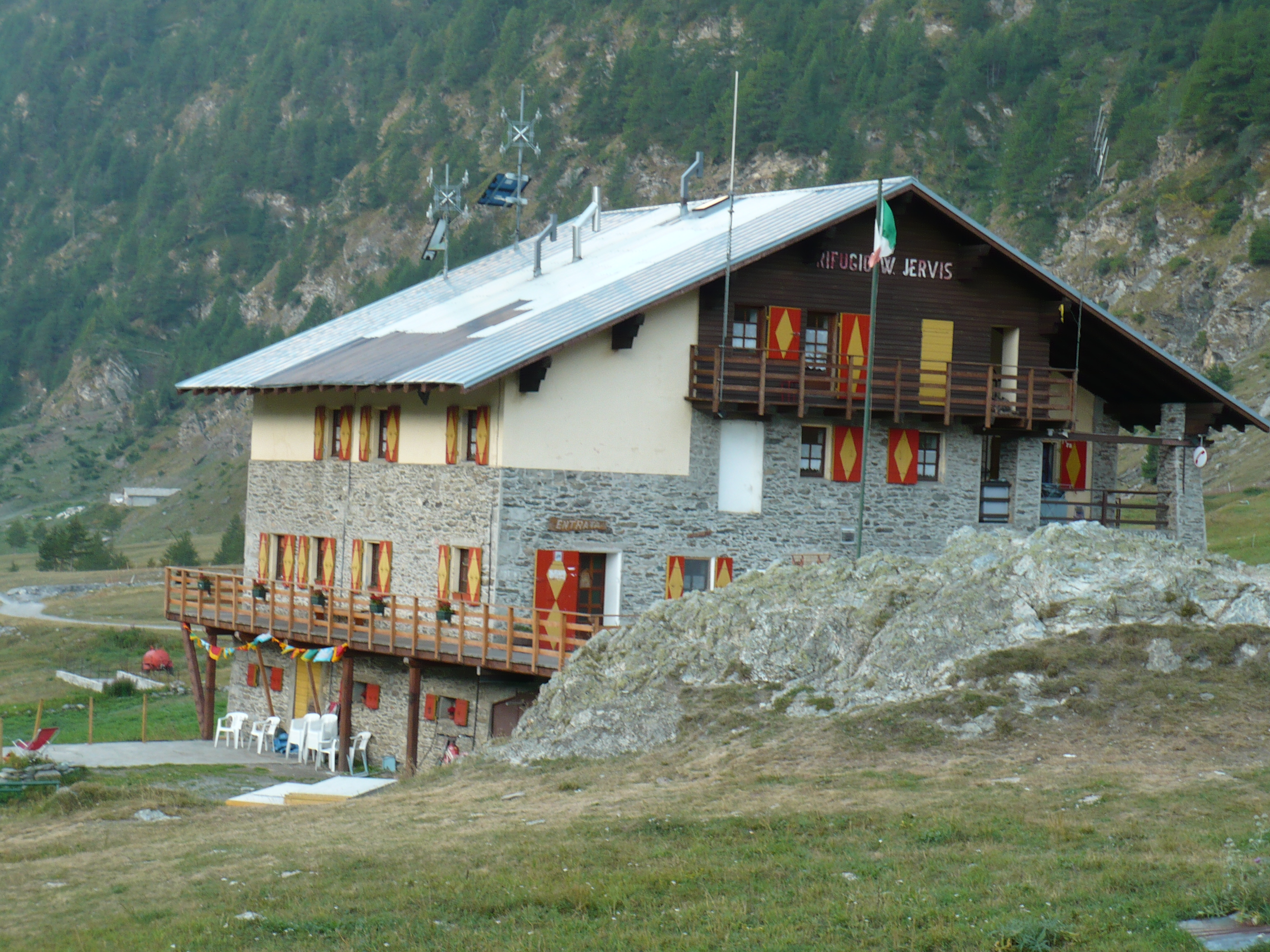
Rifugio Willy Jervis

In val Pellice sono presenti alcuni rifugi alpini che permettono l'escursionismo di alta quota:
- Rifugio Willy Jervis - 1.732 m
- Rifugio Battaglione Alpini Monte Granero - 2.377 m
- Rifugio Barbara Lowrie - 1.753 m

## Infrastrutture e trasporti
Ormai servita unicamente dal trasporto stradale, fra il 1882 e il 2012 la valle era servita dalla ferrovia Pinerolo-Torre Pellice, da cui fino al 1984 si diramava la diramazione Bricherasio-Barge.

## Prodotti tipici

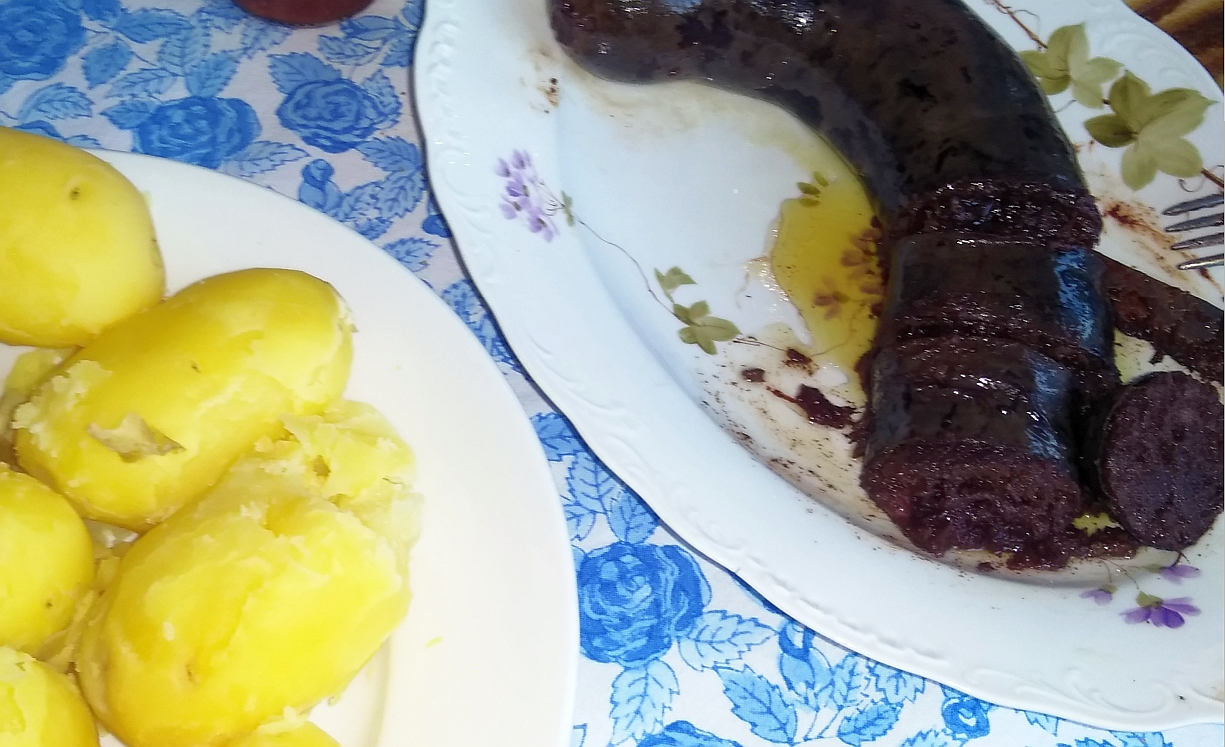
Mustardela

La Val Pellice ha conservato nei secoli alcuni prodotti tipici anche rispetto a quelli che caratterizzano il resto della cucina piemontese. Tra questi il saras del fen (una tipologia di ricotta affinata avvolgendola nel fieno) e salumi come l'amoursun (a base di gola di maiale pressata e conservata con sale e spezie) e la mustardela.
Alto piatto tipico della valle è la supa barbetta (zuppa barbetta) un piatto tipico piemontese che consiste in dei grissini sovrapposti a della toma e bagnati con del brodo.